# (18389) 1992 JU2
(18389) 1992 JU2 là một tiểu hành tinh vành đai chính. Nó được phát hiện bởi Henri Debehogne ở Đài thiên văn La Silla ở Chile ngày 4 tháng 5 năm 1992.